# カリビアンベイ
カリビアンベイ（朝: 캐리비안 베이、英: Caribbean Bay）は、大韓民国京畿道龍仁市に位置する株式会社サムスン物産によって運営されるウォーターパークである。カリブ海を再現したテーマパークで、1997年に開業。国際アミューズメントパーク・アトラクション協会が選ぶぜひ行ってみたいウォーターパークに選出された。

## 施設
- ワイルドリバー
- シーウェーブ
- ベイスライド
- フォートレス
- アクアティックセンター